# Depsried

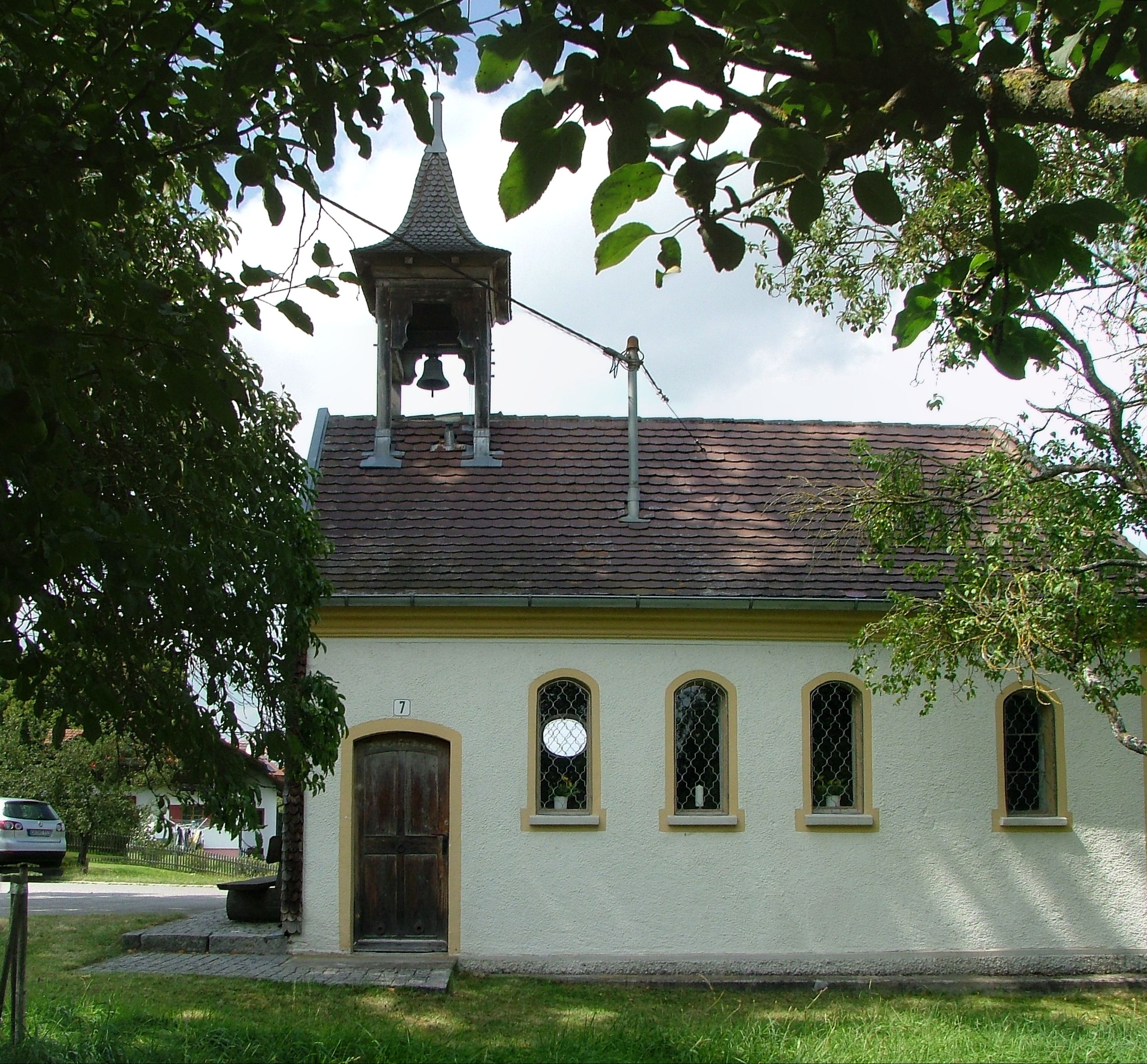
Mariä Heimsuchung mit offenem Glockenstuhl, Blick von Süden (2012)

Depsried (früher auch Debsried) ist ein Ortsteil des Marktes Altusried im bayerisch-schwäbischen Landkreis Oberallgäu.

## Geografie
Der Weiler liegt in der Gemarkung Krugzell, vier Kilometer südwestlich von Altusried im Tal des Iselbaches. Geologisch befindet er sich auf einem kiesigen Schwemmfächer des ehemaligen Verlaufs des Iselbachs.

## Geschichte
Das bayerische Urkataster zeigt Depsried in den 1810er Jahren als Streusiedlung mit neun Herdstellen unter dem Namen Döpsried. Im Jahr 1840 zählte man zwölf Häuser und 45 Seelen am Ort.:484 Die Kapelle war nach Krugzell gepfarrt. An historischer Bausubstanz ist lediglich die 1704 erbaute Kapelle Mariä Heimsuchung als Baudenkmal erhalten geblieben.:1 Siehe auch: Liste der Baudenkmäler in Depsried
Der ehemalige Ortsteil von Krugzell wurde im Zuge der Gemeindegebietsreform am 1. Januar 1972 nach Altusried eingemeindet.
Heute hat der Ort etwa 30 Anwesen mit ca. 100 Einwohnern. Viele Häuser wurden erst nach dem Zweiten Weltkrieg durch die Zuwanderung von Heimatvertriebenen erbaut.